# Lista över spel av THQ Nordic
THQ Nordic GmbH (tidigare  'Nordic Games GmbH' ) är ett österrikiskt datorspelsförlag med säte i Wien. Det är ett dotterbolag till det svenska företaget THQ Nordic AB, som grundades 2011 av den svenska entreprenören Lars Wingefors. THQ Nordic förvärvar, utvecklar och förlägger PC- och konsolspel för den globala spelmarknaden. Kärnaffärsmodellen består i att förvärva etablerade men tillfälligt underpresterande spelvarumärken och successivt förädla dem. 

## Lista över THQ Nordic spel
| Utgivningsdatum   | Titel                                                      | Plattform (s)     | Anteckningar                                                                                            |
| ----------------- | ---------------------------------------------------------- | ----------------- | --- |
| 25 oktober 2011   | Arcania: Fall of Setarrif                                  | Microsoft Windows | Fristående expansion för Arcania: Gothic 4.                                                             |
| 16 februari 2012  | Alan Wake                                                  | Microsoft Windows | Distributör.                                                                                            |
| 29 februari 2012  | Painkiller: Recurring Evil                                 | Microsoft Windows | Fristående expansion för Painkiller.                                                                    |
| 29 mars 2012      | A Vampire Tale                                             | Microsoft Windows | |
| 29 mars 2012      | The Book of Unwritten Tales                                | macOS             | |
| 22 maj 2012       | Alan Wake's American Nightmare                             | Microsoft Windows | Distributör.                                                                                            |
| 19 juni 2012      | SpellForce 2: Faith in Destiny                             | Microsoft Windows | Fristående expansion för SpellForce 2.                                                                  |
| 31 juli 2012      | The Book of Unwritten Tales                                | Microsoft Windows | Endast digital distribution. Utgivningsdatum på Steam.                                                  |
| 25 september 2012 | Dungeon Lords MMXII                                        | Microsoft Windows | Remaster av Dungeon Lords.                                                                              |
| 31 oktober 2012   | Painkiller: Hell & Damnation                               | Microsoft Windows | |
| 6 november 2012   | The Book of Unwritten Tales                                | Linux             | |
| 5 december 2012   | The Book of Unwritten Tales: The Critter Chronicles        | Microsoft Windows | |
| 5 december 2012   | The Book of Unwritten Tales: The Critter Chronicles        | macOS             | |
| 5 december 2012   | The Book of Unwritten Tales: The Critter Chronicles        | Linux             | |
| 2012              | Rochard                                                    | Microsoft Windows | Distributör.                                                                                            |
| 28 juni 2013      | Painkiller: Hell & Damnation                               | PlayStation 3     | |
| 28 juni 2013      | Painkiller: Hell & Damnation                               | Xbox 360          | |
| 23 juli 2013      | The Raven: Legacy of a Master Thief                        | Microsoft Windows | |
| 30 augusti 2013   | Arcania: The Complete Tale                                 | PlayStation 3     | Sammanställning av Arcania: Gothic 4 och dess expansionspaket Arcania: Fall of Setarrif.                |
| 30 augusti 2013   | Arcania: The Complete Tale                                 | Xbox 360          | Sammanställning av Arcania: Gothic 4 och dess expansionspaket Arcania: Fall of Setarrif.                |
| 15 november 2013  | Deadfall Adventures                                        | Microsoft Windows | |
| 15 november 2013  | Deadfall Adventures                                        | Xbox 360          | |
| 4 december 2013   | The Raven: Legacy of a Master Thief                        | Xbox 360          | |
| 2013              | Arcania: Gothic 4                                          | PlayStation 3     | |
| 2013              | Arcania: Gothic 4                                          | Xbox 360          | |
| 2013              | Arcania: Fall of Setarrif                                  | PlayStation 3     | Fristående expansion för Arcania: Gothic 4.                                                             |
| 2013              | Arcania: Fall of Setarrif                                  | Xbox 360          | Fristående expansion för Arcania: Gothic 4.                                                             |
| 8 januari 2014    | The Raven: Legacy of a Master Thief                        | PlayStation 3     | |
| 16 januari 2014   | SpellForce 2: Demons of the Past                           | Microsoft Windows | Fristående expansion för SpellForce 2.                                                                  |
| 26 september 2014 | The Vanishing of Ethan Carter                              | Microsoft Windows | Distributör.                                                                                            |
| 28 oktober 2014   | Deadfall Adventures                                        | PlayStation 3     | |
| 28 oktober 2014   | MX vs. ATV Supercross                                      | Microsoft Windows | |
| 28 oktober 2014   | MX vs. ATV Supercross                                      | PlayStation 3     | |
| 28 oktober 2014   | MX vs. ATV Supercross                                      | Xbox 360          | |
| 20 februari 2015  | The Book of Unwritten Tales 2                              | Microsoft Windows | |
| 20 februari 2015  | The Book of Unwritten Tales 2                              | macOS             | |
| 20 februari 2015  | The Book of Unwritten Tales 2                              | Linux             | |
| 11 mars 2015      | Ori and the Blind Forest                                   | Microsoft Windows | Distributör.                                                                                            |
| 28 april 2015     | Shadowrun Chronicles: Boston Lockdown                      | Microsoft Windows | Distributör.                                                                                            |
| 28 april 2015     | State of Decay: Year-One Survival Edition                  | Microsoft Windows | Distributör.                                                                                            |
| 8 maj 2015        | Arcania: The Complete Tale                                 | PlayStation 4     | Sammanställning av Arcania: Gothic 4 och dess expansionspaket Arcania: Fall of Setarrif.                |
| 15 juli 2015      | The Vanishing of Ethan Carter                              | PlayStation 4     | Distributör.                                                                                            |
| 28 juli 2015      | Legend of Kay: Anniversary                                 | Microsoft Windows | Remaster av Legend of Kay.                                                                              |
| 28 juli 2015      | Legend of Kay: Anniversary                                 | macOS             | Remaster av Legend of Kay.                                                                              |
| 28 juli 2015      | Legend of Kay: Anniversary                                 | PlayStation 3     | Remaster av Legend of Kay.                                                                              |
| 28 juli 2015      | Legend of Kay: Anniversary                                 | PlayStation 4     | Remaster av Legend of Kay.                                                                              |
| 28 juli 2015      | Legend of Kay: Anniversary                                 | Wii U             | Remaster av Legend of Kay.                                                                              |
| 28 juli 2015      | Legend of Kay: Anniversary                                 | Xbox 360          | Remaster av Legend of Kay.                                                                              |
| 18 september 2015 | The Book of Unwritten Tales 2                              | PlayStation 3     | |
| 18 september 2015 | The Book of Unwritten Tales 2                              | PlayStation 4     | |
| 18 september 2015 | The Book of Unwritten Tales 2                              | Xbox 360          | |
| 18 september 2015 | The Book of Unwritten Tales 2                              | Xbox One          | |
| 23 oktober 2015   | Warhammer: End Times – Vermintide                          | Microsoft Windows | Distributör.                                                                                            |
| 27 oktober 2015   | MX vs. ATV Supercross Encore                               | Microsoft Windows | Uppdatering av MX vs. ATV Supercross.                                                                   |
| 27 oktober 2015   | MX vs. ATV Supercross Encore                               | PlayStation 4     | Uppdatering av MX vs. ATV Supercross.                                                                   |
| 27 oktober 2015   | Darksiders II: Deathinitive Edition                        | PlayStation 4     | Remaster av Darksiders II.                                                                              |
| 27 oktober 2015   | Darksiders II: Deathinitive Edition                        | Xbox One          | Remaster av Darksiders II.                                                                              |
| 5 november 2015   | Darksiders II: Deathinitive Edition                        | Microsoft Windows | Remaster av Darksiders II.                                                                              |
| 6 april 2016      | Quantum Break                                              | Microsoft Windows | Distributör.                                                                                            |
| 7 juni 2016       | MX vs. ATV Supercross Encore                               | Xbox One          | Uppdatering av MX vs. ATV Supercross.                                                                   |
| 7 juni 2016       | The Book of Unwritten Tales 2                              | Wii U             | |
| 2 augusti 2016    | This Is the Police                                         | Microsoft Windows | |
| 2 augusti 2016    | This Is the Police                                         | macOS             | |
| 2 augusti 2016    | This Is the Police                                         | Linux             | |
| 31 augusti 2016   | Titan Quest: Anniversary Edition                           | Microsoft Windows | |
| 4 oktober 2016    | Warhammer: End Times – Vermintide                          | PlayStation 4     | Distributör.                                                                                            |
| 4 oktober 2016    | Warhammer: End Times – Vermintide                          | Xbox One          | Distributör.                                                                                            |
| 1 november 2016   | Super Dungeon Bros                                         | Microsoft Windows | Distributör.                                                                                            |
| 1 november 2016   | Super Dungeon Bros                                         | PlayStation 4     | Distributör.                                                                                            |
| 1 november 2016   | Super Dungeon Bros                                         | Xbox One          | Distributör.                                                                                            |
| 22 november 2016  | Darksiders: Warmastered Edition                            | PlayStation 4     | Remaster av Darksiders.                                                                                 |
| 22 november 2016  | Darksiders: Warmastered Edition                            | Xbox One          | Remaster av Darksiders.                                                                                 |
| 29 november 2016  | Darksiders: Warmastered Edition                            | Microsoft Windows | Remaster av Darksiders.                                                                                 |
| 1 december 2016   | The Dwarves                                                | Microsoft Windows | Distributör.                                                                                            |
| 1 december 2016   | The Dwarves                                                | macOS             | Distributör.                                                                                            |
| 1 december 2016   | The Dwarves                                                | Linux             | Distributör.                                                                                            |
| 1 december 2016   | The Dwarves                                                | PlayStation 4     | Distributör.                                                                                            |
| 1 december 2016   | The Dwarves                                                | Xbox One          | Distributör.                                                                                            |
| 1 december 2016   | We Sing                                                    | PlayStation 4     | Remaster av We Sing för Wii med en ny spårlista.                                                        |
| 20 december 2016  | Super Dungeon Bros                                         | macOS             | Distributör.                                                                                            |
| 4 januari 2017    | MX vs. ATV Supercross Encore - 2017 Official Track Edition | Microsoft Windows | Expansion for MX vs. ATV Supercross Encore.                                                             |
| 4 januari 2017    | MX vs. ATV Supercross Encore - 2017 Official Track Edition | PlayStation 4     | Expansion for MX vs. ATV Supercross Encore.                                                             |
| 4 januari 2017    | MX vs. ATV Supercross Encore - 2017 Official Track Edition | Xbox One          | Expansion for MX vs. ATV Supercross Encore.                                                             |
| 21 februari 2017  | Halo Wars 2                                                | Microsoft Windows | Distributör.                                                                                            |
| 22 mars 2017      | This Is the Police                                         | PlayStation 4     | |
| 22 mars 2017      | This Is the Police                                         | Xbox One          | |
| 27 april 2017     | De Blob                                                    | Microsoft Windows | |
| 23 maj 2017       | Darksiders: Warmastered Edition                            | Wii U             | Remaster av Darksiders.                                                                                 |
| 30 maj 2017       | Lock's Quest                                               | Microsoft Windows | |
| 30 maj 2017       | Lock's Quest                                               | PlayStation 4     | |
| 30 maj 2017       | Lock's Quest                                               | Xbox One          | |
| 6 juni 2017       | The Town of Light                                          | PlayStation 4     | Distributör.                                                                                            |
| 6 juni 2017       | The Town of Light                                          | Xbox One          | Distributör.                                                                                            |
| 6 juni 2017       | Victor Vran: Overkill Edition                              | PlayStation 4     | Distributör.                                                                                            |
| 6 juni 2017       | Victor Vran: Overkill Edition                              | Xbox One          | Distributör.                                                                                            |
| 22 juni 2017      | De Blob 2                                                  | Microsoft Windows | |
| 8 augusti 2017    | Sine Mora EX                                               | Microsoft Windows | Remaster av Sine Mora.                                                                                  |
| 8 augusti 2017    | Sine Mora EX                                               | PlayStation 4     | Remaster av Sine Mora.                                                                                  |
| 8 augusti 2017    | Sine Mora EX                                               | Xbox One          | Remaster av Sine Mora.                                                                                  |
| 17 augusti 2017   | Snipers vs. Thieves                                        | Android           | |
| 17 augusti 2017   | Snipers vs. Thieves                                        | iOS               | |
| 14 september 2017 | Baja: Edge of Control HD                                   | Microsoft Windows | Remaster av Baja: Edge of Control.                                                                      |
| 14 september 2017 | Baja: Edge of Control HD                                   | PlayStation 4     | Remaster av Baja: Edge of Control.                                                                      |
| 14 september 2017 | Baja: Edge of Control HD                                   | Xbox One          | Remaster av Baja: Edge of Control.                                                                      |
| 26 september 2017 | The Guild 3                                                | Microsoft Windows | |
| 26 september 2017 | Sine Mora EX                                               | Nintendo Switch   | Remaster av Sine Mora.                                                                                  |
| 2 oktober 2017    | The Hunter: Call of the Wild                               | Microsoft Windows | Distributör.                                                                                            |
| 2 oktober 2017    | The Hunter: Call of the Wild                               | PlayStation 4     | Distributör.                                                                                            |
| 2 oktober 2017    | The Hunter: Call of the Wild                               | Xbox One          | Distributör.                                                                                            |
| 3 oktober 2017    | Battle Chasers: Nightwar                                   | Microsoft Windows | |
| 3 oktober 2017    | Battle Chasers: Nightwar                                   | macOS             | |
| 3 oktober 2017    | Battle Chasers: Nightwar                                   | PlayStation 4     | |
| 3 oktober 2017    | Battle Chasers: Nightwar                                   | Xbox One          | |
| 17 oktober 2017   | ELEX                                                       | Microsoft Windows | |
| 17 oktober 2017   | ELEX                                                       | PlayStation 4     | |
| 17 oktober 2017   | ELEX                                                       | Xbox One          | |
| 24 oktober 2017   | This Is the Police                                         | Nintendo Switch   | |
| 24 oktober 2017   | We Sing Pop!                                               | PlayStation 4     | Remaster av We Sing Pop! för Wii med en ny spårlista.                                                   |
| 24 oktober 2017   | We Sing Pop!                                               | Xbox One          | Remaster av We Sing Pop! för Wii med en ny spårlista.                                                   |
| 1 november 2017   | The Muscle Hustle                                          | Android           | |
| 1 november 2017   | The Muscle Hustle                                          | iOS               | |
| 10 november 2017  | Sphinx and the Cursed Mummy                                | Microsoft Windows | Remaster av spelet från 2003                                                                            |
| 14 november 2017  | De Blob                                                    | PlayStation 4     | |
| 14 november 2017  | De Blob                                                    | Xbox One          | |
| 17 november 2017  | Titan Quest: Ragnarök                                      | Microsoft Windows | Fristående expansion för Titan Quest: Anniversary Edition.                                              |
| 28 november 2017  | Black Mirror                                               | Microsoft Windows | Remaster av 2003 äventyrsspel The Black Mirror.                                                         |
| 28 november 2017  | Black Mirror                                               | macOS             | Remaster av 2003 äventyrsspel The Black Mirror.                                                         |
| 28 november 2017  | Black Mirror                                               | Linux             | Remaster av 2003 äventyrsspel The Black Mirror.                                                         |
| 28 november 2017  | Black Mirror                                               | PlayStation 4     | Remaster av 2003 äventyrsspel The Black Mirror.                                                         |
| 28 november 2017  | Black Mirror                                               | Xbox One          | Remaster av 2003 äventyrsspel The Black Mirror.                                                         |
| 7 december 2017   | SpellForce 3                                               | Microsoft Windows | |
| 14 december 2017  | Fade to Silence                                            | Microsoft Windows | |
| 21 februari 2018  | Rad Rodgers                                                | Microsoft Windows | |
| 21 februari 2018  | Rad Rodgers                                                | PlayStation 4     | |
| 21 februari 2018  | Rad Rodgers                                                | Xbox One          | |
| 27 februari 2018  | De Blob 2                                                  | PlayStation 4     | |
| 27 februari 2018  | De Blob 2                                                  | Xbox One          | |
| 13 mars 2018      | The Raven Remastered                                       | Microsoft Windows | Remaster av The Raven: Legacy of a Master Thief.                                                        |
| 13 mars 2018      | The Raven Remastered                                       | macOS             | Remaster av The Raven: Legacy of a Master Thief.                                                        |
| 13 mars 2018      | The Raven Remastered                                       | PlayStation 4     | Remaster av The Raven: Legacy of a Master Thief.                                                        |
| 13 mars 2018      | The Raven Remastered                                       | Xbox One          | Remaster av The Raven: Legacy of a Master Thief.                                                        |
| 20 mars 2018      | Titan Quest: Console Edition                               | PlayStation 4     | Portning av Titan Quest: Anniversary Edition, inklusive expansionspaketetTitan Quest: Immortal Throne.  |
| 20 mars 2018      | Titan Quest: Console Edition                               | Xbox One          | Portning av Titan Quest: Anniversary Edition, inklusive expansionspaketetTitan Quest: Immortal Throne.  |
| 27 mars 2018      | MX vs. ATV: All Out                                        | Microsoft Windows | |
| 27 mars 2018      | MX vs. ATV: All Out                                        | PlayStation 4     | |
| 27 mars 2018      | MX vs. ATV: All Out                                        | Xbox One          | |
| 8 maj 2018        | Pillars of Eternity II: Deadfire                           | Microsoft Windows | Distributör.                                                                                            |
| 8 maj 2018        | Pillars of Eternity II: Deadfire                           | macOS             | Distributör.                                                                                            |
| 8 maj 2018        | Pillars of Eternity II: Deadfire                           | Linux             | Distributör.                                                                                            |
| 15 maj 2018       | Battle Chasers: Nightwar                                   | Nintendo Switch   | |
| 29 maj 2018       | Legend of Kay: Anniversary                                 | Nintendo Switch   | Remaster av Legend of Kay.                                                                              |
| Q2 2018           | Red Faction: Guerrilla Re-Mars-tered                       | Microsoft Windows | Remaster av Red Faction: Guerrilla.                                                                     |
| Q2 2018           | Red Faction: Guerrilla Re-Mars-tered                       | PlayStation 4     | Remaster av Red Faction: Guerrilla.                                                                     |
| Q2 2018           | Red Faction: Guerrilla Re-Mars-tered                       | Xbox One          | Remaster av Red Faction: Guerrilla.                                                                     |
| 2018              | AquaNox: Deep Descent                                      | Microsoft Windows | |
| 2018              | AquaNox: Deep Descent                                      | PlayStation 4     | |
| 2018              | AquaNox: Deep Descent                                      | Xbox One          | |
| 2018              | Biomutant                                                  | Microsoft Windows | |
| 2018              | Biomutant                                                  | PlayStation 4     | |
| 2018              | Biomutant                                                  | Xbox One          | |
| 2018              | Darksiders III                                             | Microsoft Windows | |
| 2018              | Darksiders III                                             | PlayStation 4     | |
| 2018              | Darksiders III                                             | Xbox One          | |
| 2018              | De Blob                                                    | Nintendo Switch   | |
| 2018              | Fade to Silence                                            | Microsoft Windows | |
| 2018              | Fade to Silence                                            | PlayStation 4     | |
| 2018              | Fade to Silence                                            | Xbox One          | |
| 2018              | This Is the Police                                         | Android           | |
| 2018              | This Is the Police                                         | iOS               | |
| 2018              | Pillars of Eternity II: Deadfire                           | Nintendo Switch   | Distributör.                                                                                            |
| 2018              | Pillars of Eternity II: Deadfire                           | PlayStation 4     | Distributör.                                                                                            |
| 2018              | Pillars of Eternity II: Deadfire                           | Xbox One          | Distributör.                                                                                            |
| 2018              | This Is the Police 2                                       | Microsoft Windows | |
| 2018              | This Is the Police 2                                       | Nintendo Switch   | |
| 2018              | This Is the Police 2                                       | PlayStation 4     | |
| 2018              | This Is the Police 2                                       | Xbox One          | |
| 2018              | Titan Quest: Console Edition                               | Nintendo Switch   | Portning av Titan Quest: Anniversary Edition, inklusive expansionspaketet Titan Quest: Immortal Throne. |
| 2018              | Wreckfest                                                  | Microsoft Windows | |
| 2018              | Wreckfest                                                  | PlayStation 4     | |
| 2018              | Wreckfest                                                  | Xbox One          | |
| 2019              | The Guild 3                                                | Microsoft Windows | |